# Alberndorf in der Riedmark
Alberndorf in der Riedmark è un comune austriaco di 3 961 abitanti nel distretto di Urfahr-Umgebung, in Alta Austria.